# Gavril Covalschi

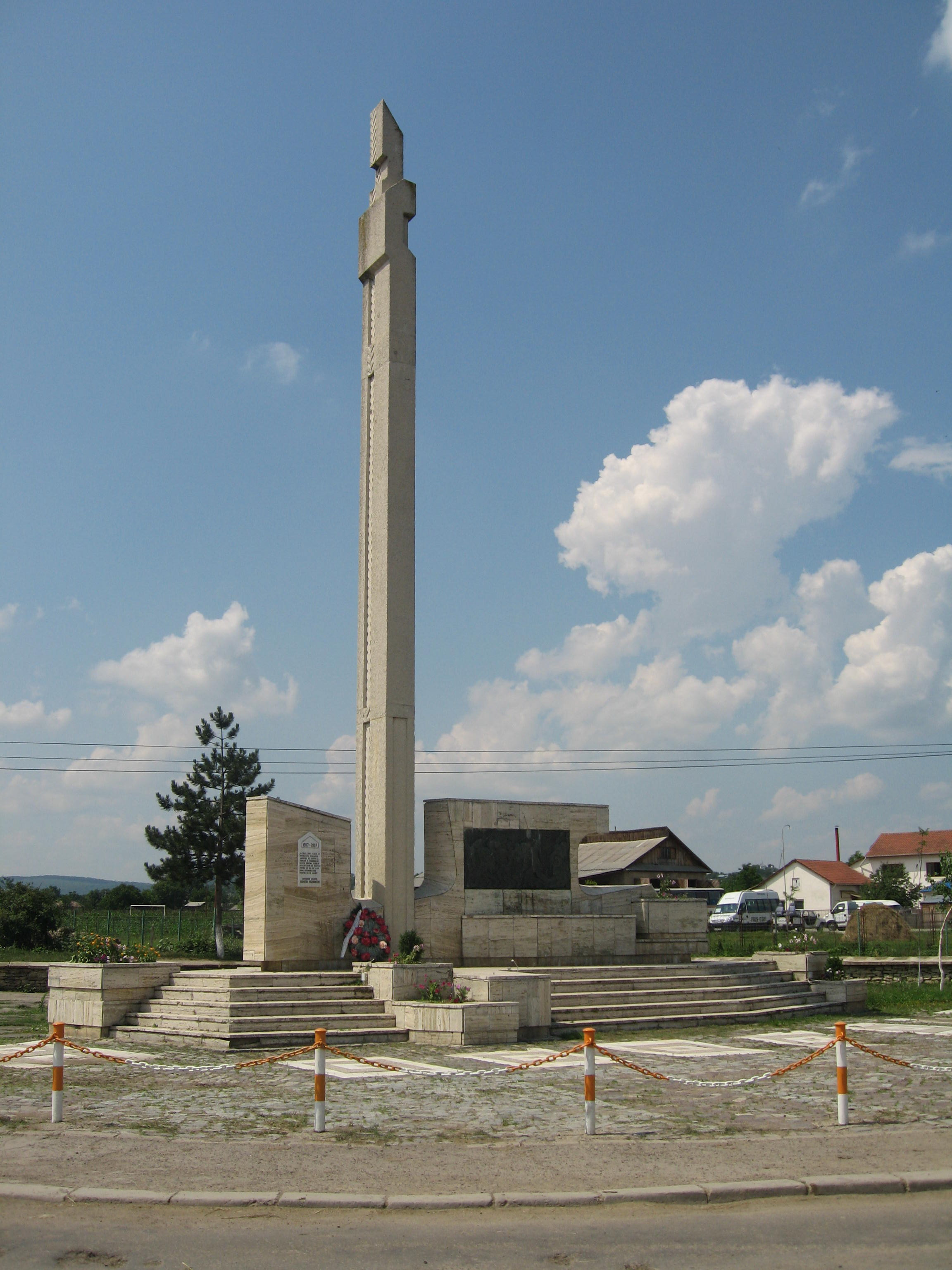
Monumentul comemorativ al Răscoalei din 1907 din Flămânzi

Gavril Covalschi (n. 11 iulie 1925, Gemenea, județul Suceava – d. 14 iunie 2012, București) a fost un sculptor monumentalist.
După clasele primare, a început să studieze la Școala de Meserii de la Bucșoaia (fostul județ Câmpulung Moldovenesc), la secția de rotărie, deoarece tatăl său, căuaciul, adică fierarul satului, vedea în el un viitor bun artizan. A absolvit apoi Liceul Industrial din Câmpulung Moldovenesc, la secția de sculptură în lemn a profesorului I. H. Sârghie.
A absolvit Institutul de Arte Plastice Ion Andreescu din Cluj, la clasa profesorului Ion Irimescu, promoția 1952, secția sculptură, și a luat examenul de stat, în același an, la Institutul "Ion Grigorescu", București. Din 1953 a fost membru al Uniunii Artiștilor Plastici din România .

## Expoziții

### În țară
- din 1953 și până în prezent participă la toate expozițiile municipale, anuale, republicane, bienale, comemorative, jubiliare etc., iar o mare parte din lucrările expuse au fost reținute și se află în muzee și colecții particulare.

### În străinătate
- Praga, Varșovia, Viena, Stuttgard, Sofia, Belgrad, Moscova etc. Concursuri:
- participări la numeroase concursuri republicane cu machete de monumente și statui, din care unele au fost distinse cu diferite premii și mențiuni, iar unele mi-au fost încredințate spre realizare și se află amplasate în piețe publice, parcuri, scoaruri etc. în diferite orașe ale țării.

## Decorații
- Medalia Meritul Cultural clasa I (25 decembrie 1967) „pentru merite deosebite în opera de construire a socialismului, cu prilejul celei de-a XX-a aniversări a proclamării Republicii”[2]
- Ordinul „Meritul Cultural” clasa a III-a (16 decembrie 1972) „pentru merite deosebite în opera de construire a socialismului, cu prilejul aniversării a 25 de ani de la proclamarea Republicii”[3]
- Distins cu Premiul III la Festivalul tineretului de la Varșovia și Moscova

În afara lucrărilor realizate în foruri publice, majoritatea lucrărilor sunt în muzee și colecții particulare din țară și străinătate.
Presa scrisă și audiovizuală a consemnat activitatea în reviste și ziare, programele de televiziune 1 și 2 și programe radio ca de exemplu: Revista Arta Plastică, România literară, Contemporanul, Săptămâna, Luceafărul, România liberă, Gazeta literară, Scânteia tineretului, Astra și Steaua din Cluj, Cronica, Sovetscaia cultura, Informația, Viața militară și reproduceri filatelice.
Reproduceri în mass-media contemporană și Dicționarul „Arta românească modernă și contemporană și sculptura statuară românească" de G. Oprescu.

## Lucrări din expoziții
- „lon Andreescu", 1953, bust compozițional
- „Forestier", 1954, compoziție
- „Minier", 1955, bust compozițional
- „Oțetar", 1956, bust compozițional
- „Țărancă", 1957, compoziție
- „1907", 1957, compoziție
- „Pescari", 1958, compoziție
- „La mormânt", 1958, compoziție
- „Oțelar", 1959, compoziție
- „M. Kogălniceanu", 1960, portret
- „Muncitor", 1961, bust compozițional
- „Greviștii", 1962, compoziție
- „1907", 1962, compoziție
- „Jurământul", 1962, compoziție
- „Sportiv", 1963, compoziție
- „Tinerețe", 1963, compoziție
- „Fată cu maramă", 1964, compoziție
- „Portret de femeie", 1966, compoziție
- „Victorie", 1967, compoziție
- „Ana Ipătescu", 1968, portret compozițional
- „Simion Bărnuțiu", 1969, portret compozițional
- „lon Slavici", 1970, portret compozițional
- „Tudor Vladimirescu", 1971, compoziție ecvestră
- „Dragoș Vodă și Zimbrul", 1972, compoziție
- „Greviștii", 1973, compoziție
- „Intrarea lui T. Vladimirescu în București", 1975, relief
- „Tudor și pandurii", 1976, compoziție
- „Osândiții", 1977, compoziție
- „Solidaritate", 1978, compoziție
- „Bălcescu și Avram Iancu", 1979, compoziție
- „Mihai Viteazu", 1979, ecvestru
- „Minerii", 1980, compoziție
- „Don Quijote", 1980, compoziție
- „Bogdan Vodă", 1981, ecvestru, compoziție
- „Dănilă Prepeleac", 1981, compoziție
- „Cai ta păscut", 1981, compoziție
- „Tandrețe", 1982, compoziție
- „Calistrat Hogaș", 1982, ecvestru, compoziție
- „Afecțiune", 1982, compoziție
- „Maternitate", 1983, compoziție
- „1918", 1984, compoziție
- „Idilă", 1984, compoziție
- „Prietenie", 1984, compoziție
- „Maistrul", 1985, compoziție
- „Imn", 1985, compoziție
- „Tinerețe", 1986, compoziție
- „Floarea soarelui", 1987, compoziție
- „Luceafărul", 1988, compoziție
- „Muzica", 1988, compoziție

### Monumente, statui
- „Victor Babeș", 1953, bust, Cluj
- „lon Andreescu", 1954, bust compozițional, București
- „F. J. Qurie", 1959, bust, București
- „Monumentui Eroilor Neamului", 1960, Arad
- „Radu de la Afumați", 1969, Târgoviște
- „Simion Bărnuțiu", 1969, bust compozițional, Șimleul Silvaniei
- „Petru Rareș", 1970, bust compozițional, Botoșani
- „lon Slavici", 1970, bust, Satu Mare
- „Ana Ipătescu", 1970, bust
- „Cezar Boliac", 1973, bust, Blaj
- „M. Kogălniceanu", 1973, bust, Suceava
- „C. Negri", 1973, bust, Suceava
- „Alecu Russo", 1973, bust, Suceava
- „Petru Rareș", 1977, statuie, Suceava
- „George Coșbuc", 1974, monument, Bistrița
- Ansamblul monumental „1907", 1979, Botoșani
- „Decebal", 1979, bust compozițional, Costești
- „Horia, Cloșca și Crișan", 1982, compoziție, C. M. Crișan, jud. Hunedoara

### Compoziții statuare
- „Aruncătorul cu sulița", 1958, București
- „Oțelar", 1959, Reșița
- „Canotor", 1963, Mamaia
- „Muncitori forestieri", 1965, Vatra Dornei
- „Victorie", 1967, Mamaia
- „Gingășie", 1968, Pitești
- „Soarele și luna", 1971, Brașov

În cadrul Muzeului din Flămânzi a donat o colecție de 25 de lucrări de sculptură